# Cemitério judaico de Willesden

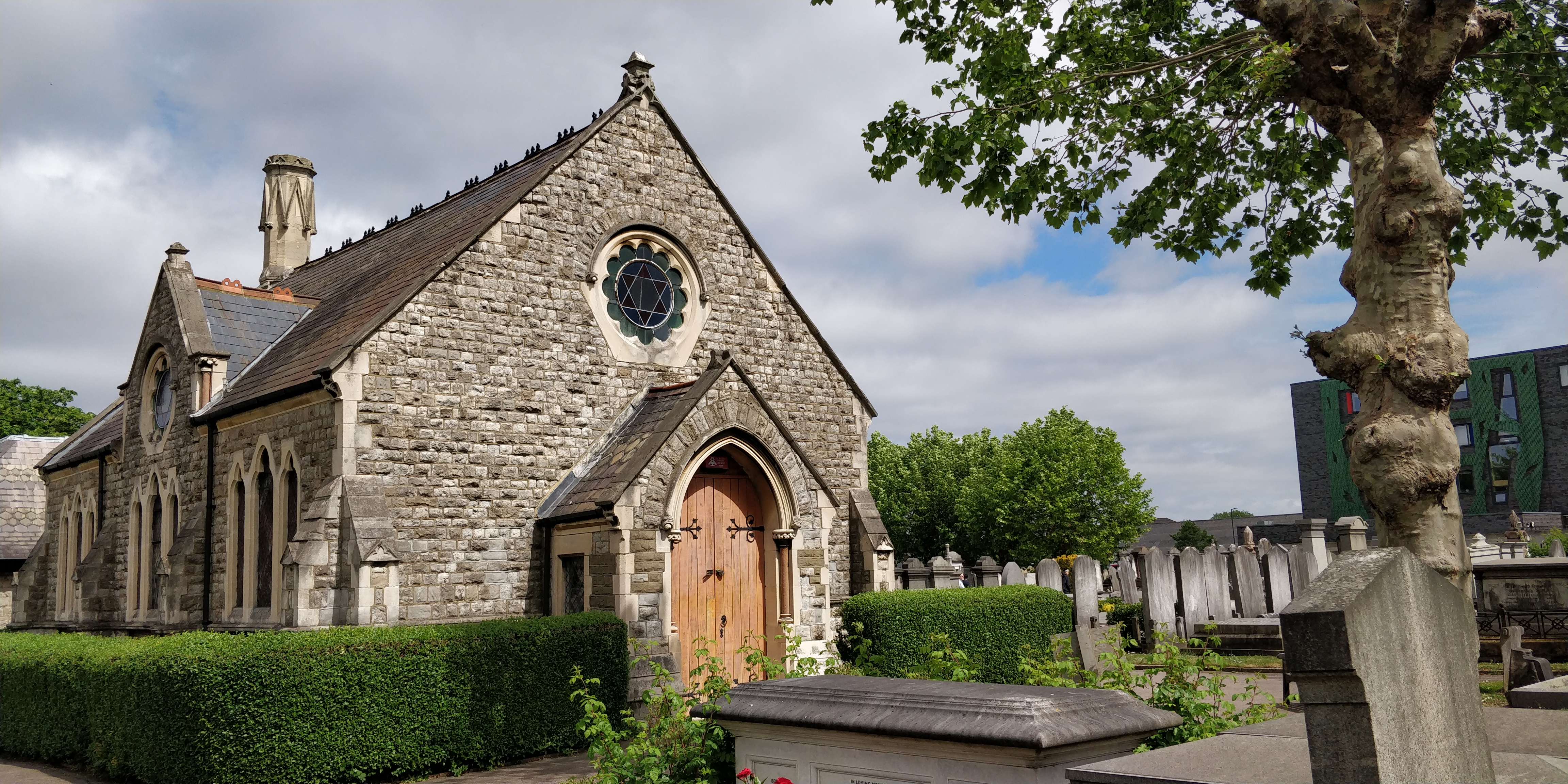
Entrada principal da Capela do Cemitério Judaico de Willesden

O Cemitério judaico de Willesden (em inglês:  Willesden United Synagogue Cemetery, mais conhecido como Willesden Jewish Cemetery) é um cemitério judaico na Beaconsfield Road, Willesden, no borough londrino de Brent. Foi aberto em 1873 sobre uma área de 20
-acre(s) (0,08 km2). Em 2015 recebeu uma bolsa do Heritage Lottery Fund para a restauração de algumas características fundamentais do cemitério e criação de um centro de visitantes, uma exposição permanente e um projeto de educação baseado na Web.

## Sepultamentos notáveis
Dentre as pessoas notáveis sepultadas constam:
- Asher Asher (1837–1889), primeiro judeu escocês a entrar na profissão médica.
- Barney Barnato (1852–1897), empresário
- Rosalind Franklin (1920–1958), co-descobridora da estrutura do DNA
- Mark Gertler (1891–1939), pintor
- Charles Solomon Henry (1860–1919), comerciante autraliano expatriado e membro do parlamento britânico
- Dudley Joel (1904–1941), empresário, político e oficial na Segunda Guerra Mundial
- Jim Joel (1895–1992), empresário, proprietário de cavalos de corrida
- Jane Joseph (1894–1929), compositora e professora de música
- Emmanuel Kaye (1914–1999), industrialista e filantropo; e sua mulher, Lady (Elizabeth) Kaye (1925–2012)
- Alfred de Rothschild (1842–1918), governador do Banco da Inglaterra
- Anthony de Rothschild (1810–1876)
- Charles Rothschild (1877–1923)
- Charlotte von Rothschild (1819–1884)
- Hannah de Rothschild (1851–1890)
- James Armand Edmond de Rothschild (1878–1957)
- Leopold de Rothschild (1845–1917)
- Lionel Walter Rothschild (1868–1937)
- Lionel de Rothschild (1808–1879)
- Lionel Nathan de Rothschild (1882–1942)
- Mayer Amschel de Rothschild (1818–1874)
- Matthew Nathan (1862–1939), governador de Hong Kong
- Nathan Rothschild, 1º Barão Rothschild (1840–1915), banqueiro, político
- Marcus Samuel, 1.º Visconde de Bearsted (1853–1927), 1st Viscount Bearsted, banqueiro e um dos fundadores da Shell Oil Co.
- Albert Sassoon
- Edward Sassoon
- Simeon Solomon (1840–1905), pintor
- Conchita Supervía (1895–1936), meso-soprano espanhola
- Julius Vogel  (1835–1899), primeiro-ministro da Nova Zelândia
- Giulia Warwick (1857–1904), cantora de ópera
- Michael Winner (1935-2013), diretor de cinema, crítico de restaurantes